# Felice Rospigliosi
Felice Rospigliosi (Pistóia,  1639 - Roma, 9 de maio de 1688) foi um cardeal do século XVII

## Biografia
Nasceu em Pistóia em 1639. De família patrícia. nobre romano. Filho de Camillo Domenico Rospigliosi e Lucrezia Cellesi. Sobrinho do Papa Clemente IX (1667-1669). Irmão do cardeal Giacomo Rospigliosi (1667). Primo do cardeal Carlo Agostino Fabroni (1706). Tio do cardeal Antonio Banchieri (1726). Tio-avô do cardeal Flavio Chigi, júnior (1753).
Internúncio em Bruxelas..
Criado cardeal diácono no consistório de 16 de janeiro de 1673; recebeu o gorro vermelho e a diácona de S. Maria no Pórtico Campitelli, em 27 de fevereiro de 1673. Foi dispensado por ainda não ter recebido as ordens menores no momento de sua promoção ao cardinalato e por ter um irmão no Sacro Colégio dos Cardeais , 16 de janeiro de 1673. Concedeu permissão para receber as ordens menores fora das Têmporas e sem intervalos de tempo entre elas, 18 de janeiro de 1673. Optou pela diaconia de S. Ângelo em Pescheria, 17 de julho de 1673. Participou do conclave de 1676, que elegeu o Papa Inocêncio XI. Cavaleiro da Ordem Soberana de Malta, 1678. Optou pela diaconia de S. Eustachio, 12 de janeiro de 1685. Optou pela diaconia de S. Maria in Cosmedin, 1 de outubro de 1685. Optou pela diaconia de S. Agata em Suburra , 30 de setembro de 1686. Arcipreste da basílica patriarcal da Libéria..
Morreu em Roma em 9 de maio de 1688, às 11 horas, em sua residência no palácio Mazarin, em Roma. Exposta na basílica patriarcal da Libéria, Roma, onde se realizou o funeral a 11 de maio de 1688, e sepultada à tarde no túmulo dos cônegos dessa mesma basílica..